# Claudia Testoni
Claudia Testoni (19 de diciembre de 1915–17 de julio de 1998), fue una velocista, corredora de vallas y saltadora italiana. Fue campeona europea en 80 metros con vallas en 1938. Nació en Boloña y murió en Cagliari.

## Biografía
Testoni es una de las 38 atletas incluidas en el Hall of Fame della FIDAL, que enumera a los atletas italianos que ganaron al menos una medalla de oro en los Juegos Olímpicos, en el Campeonato Mundial de Atletismo, o en el Campeonato Europeo de Atletismo, o que han obtenido un récord mundial.
Fue 4° en los Juegos Olímpicos de Berlín de 1936 en dos competencias. En los años '30 sostuvo una intensa rivalidad con su compatriota Ondina Valla (la ganadora de los 80 metros con vallas en Berlín, luego de un final electrizante resuelto por foto finish).
Mantuvo un récord mundial en la especialidad de 80 metros con vallas hasta 1942 que fue superada por Fanny Blankers-Koen. Su yerno, Claudio Velluti, fue un jugador profesional de basketball del Olimpia Milano.

## Récord mundial
- 80 metros con vallas: 11.3 ( Garmisch-Partenkirchen, 23 de julio de 1939)
- 80 metros con vallas: 11.3 ( Dresde, 13 de agosto de 1939)